# Corner Brook (vattendrag)
Corner Brook är ett vattendrag i Kanada.   Det ligger i provinsen Newfoundland och Labrador, i den östra delen av landet, 1 400 km öster om huvudstaden Ottawa.
I omgivningarna runt Corner Brook växer i huvudsak blandskog. Runt Corner Brook är det ganska tätbefolkat, med 96 invånare per kvadratkilometer.